# Balady
Balady (v anglickém originále Ballad) je desátá epizoda amerického seriálu Glee. Epizoda měla premiéru na televizním kanálu Fox 18. listopadu 2009. Scenáristou a režisérem pro tuto epizodu se stal Brad Falchuk. V této epizodě se lidé ve sboru rozdělí do dvojic a zpívají sobě navzájem balady. Rachel (Lea Michele) je v páru s vedoucím sboru Willem Schuesterem (Matthew Morrison) a zamiluje se do něj. Quinniny (Dianna Agron) rodiče se dozví, že je Quinn těhotná a tak se nastěhuje k Finnovi (Cory Monteith) a jeho matcem, když ji její vlastní rodiče vyhodí z domu. Gregg Henry a Charlotte Ross v epizodě hostují jako Quinniny rodiče Russel a Judy Fabray a Sarah Drew se v epizodě objeví jako Suzy Papričková (v ang. Suzzy Pepper), studentka, která je zamilovaná do Willa. Romy Rosemont se vrací jako Carol Hudson, Finnova matka.
V epizodě zazní coververze sedmi písní včetně mashupu "Don't Stand So Close to Me" od The Police a „Young Girl“ od Garryho Pucketta a The Union Gap. Studiové nahrávky všech písní, které zazněly v epizodě byly vydány jako singly a jsou dostupné ke stažení. Epizodu v den vysílání sledovalo 7,29 milionů amerických diváků a získala smíšené reakce od kritiků. Elizabeth Holmes z The Wall Street Journal a Liz Pardue z Zap2it byly znepokojeny, že se v této epizodě neobjevila Jane Lynch jako Sue Sylvester, ačkoliv Mikovi Halovi z New York Times její absence nevadila. Bobby Hankinson z Houston Chronicle označil epizodu zatím jako jednu z nejlepších epizod Glee. Dan Snierson z Entertainment Weekly si ji neužil tak, jako předešlou epizodu „Na vozíku“, ale celkově epizodu zhodnotil pozitivně, zatímco Eric Zorn z Chicago Tribune ji označil jako „bláznivou, lahodně špatnou“.
Za svou roli v této epizodě měla být Dianna Agron nominovaná na cenu Emmy v kategorii Nejlepší herečka v komediálním seriálu, ale ve finální verzi nominaci nedostala.

## Děj
Vedoucí sboru Will Schuester (Matthew Morrison) rozdělí sbor na dvojice, aby si navzájem zpívali balady. Protože Matt Rutherford (Dijon Talton) chybí, je Will donucen vzít si jeho místo a zpívat s Rachel (Lea Michele), která se do něj zamiluje. Will je zděšen, protože si vzpomene na Suzy Papričkovou (Sarah Drew), poslední studentka, která se do něj zamilovala: roztomilá, ale podivínská dívka, která dávala najevo své emoce ve třídě, kupovala mu dárky a volala k němu domů. Když zjistila, že její city nejsou opětovány, byla tak rozrušená, že snědla extrémně pálivou papriku z Mexika a poté byla hospitalizována v nemocnici a musela jít na transplantaci jícnu. Rachel navštíví Willa doma, kde jí jeho žena Terri (Jessalyn Gilsig) svěří vaření a uklízení domu. Poté, co se Rachel setká se Suzy a ta jí řekne, že jsou si velmi podobné a že honění se za Willem nezvýší Rachelino sebevědomí, Rachel se mu omluví za své chování. Poté ji Will ujistí, že brzy najde muže svých snů, který ji bude milovat takovou, jaká je.
Finn je v páru s Kurtem (Chris Colfer), který mu poradí, aby zpíval baladu své nenarozené dceři. Když ho jeho matka Carol (Romy Rosemont) uvidí, jak zpívá ultrazvukovému videu, vydedukuje, že jeho přítelkyně Quinn (Dianna Agron) je těhotná. Finn jde na večeři s Quinn a jejími rodiči Russelem a Judy (Gregg Henry a Charlotte Rosse), a ti se dozví o Quinnině těhotenství pomocí Finnovy písně. Russel řekne, že se ve své dceři velice zklamal a vyhodí Quinn z domu; ta se pak nastěhuje k Finnovi a jeho matce. Kurt se snaží Finna podpořit a říct mu pravdu, a když se ho Finn zeptá, jakou baladu mu chtěl zpívat, Kurt řekne že „I Honestly Love You“ (česky Upřímně Tě Miluju).
Mezitím Puck (Mark Salling) řekne Mercedes (Amber Riley), že je otcem Quinnina dítěte a Mercedes Puckovi poradí, ať se od Quinn drží dál. Epizoda končí, když se celý sbor dá dohromady a zpívají píseň „Lean on Me“, aby podpořili Quinn a Finna.

## Seznam písní
- "Endless Love"
- "I'll Stand by You"
- "Don't Stand So Close to Me / Young Girl"
- "Crush"
- "(You're) Having My Baby"
- "Lean on Me"

## Hrají
- Dianna Agron - Quinn Fabray
- Chris Colfer - Kurt Hummel
- Jane Lynch - Sue Sylvester
- Jayma Mays - Emma Pillsburry
- Kevin McHale - Artie Abrams
- Lea Michele - Rachel Berry
- Cory Monteith - Finn Hudson
- Matthew Morrison - William Schuester
- Amber Riley - Mercedes Jones
- Mark Salling - Noah "Puck" Puckerman
- Jenna Ushkowitz - Tina Cohen-Chang

## Natáčení

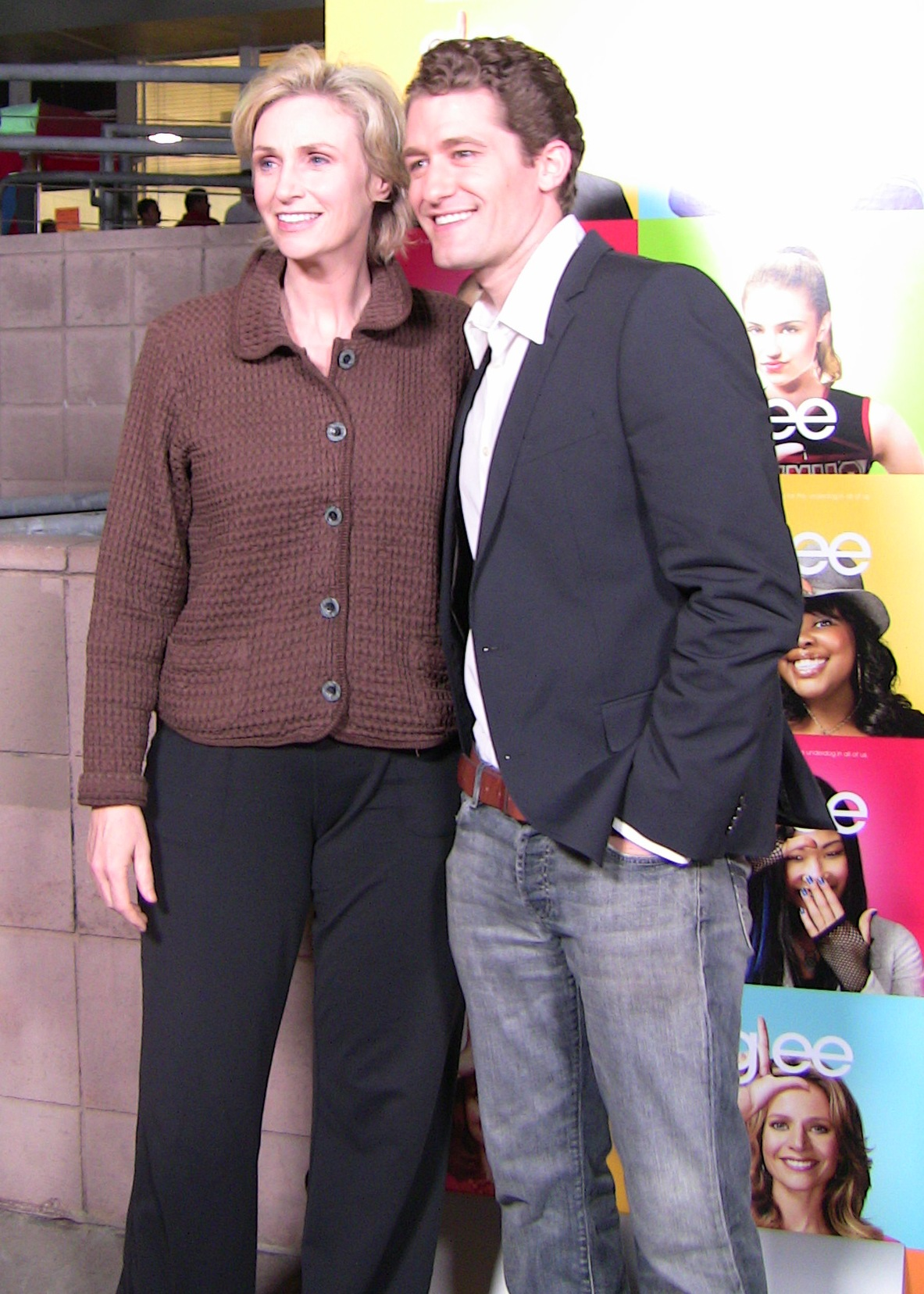
Kritici byli zklamáni z absence Jane Lynch v této epizodě.

Epizodu napsal a režíroval Brad Falchuk. Vedlejší postavy, které se v epizodě objeví jsou členové sboru Brittany (Heather Morris), Santana Lopez (Naya Rivera) a Mike Chang (Harry Shum mladší). Romy Rosemont hraje Finnovu matku Carole Hudson a je to její druhé objevení se v seriálu, po druhé epizodě. Gregg Henry a Charllotte Ross v epizodě hostují jako Quinniny rodiče, Russel a Judy Fabray. Sarah Drew je Suzy Papričková, studentka, která je „absurdně, šíleně a psychoticky“ zamilovaná do pana Schuestera. Drew popsala chování Suzy jako „druh stalkingu a šílené“, ale nakonec se zachová duchapřítomně.
V epizodě zazní coververze písní "Endless Love" od Diany Ross a Lionela Richieho, "I'll Stand by You" od The Pretenders, "Crush" od Jennifer Paige, "(You're) Having My Baby" od Paula Anky a Odie Coates, "Lean on Me" od Billa Witherse, a mashup písní "Don't Stand So Close to Me" od The Police a "Young Girl" od Garyho Pucketta a The Union Gap. Studiové nahrávky všech písní, které zazněly v epizodě byly vydány jako singly a jsou dostupné ke stažení a objevily se na albu Glee: The Music Volume 2. "Endless Love" skončila v hitparádách na 87. místě v Kanadě a na 78. místě v Americe. "I'll Stand by You" se umístilo na 65. místě v Kanadě a na 73. místě v Americe, zatímco "Don't Stand So Close to Me / Young Girl“ se umístilo na 67. místě v Kanadě a na 64. místě v Americe.
Představitelům Finna a Quinn, Corymu Monteithovi a Dianně Agron nebylo dovoleno zúčastnit se zkoušek na finálové číslo „Lean on Me“, protože Falchuk chtěl, aby jejich reakce byly autentické. Oba výkon přivedl k slzám a jejich kolegyně Jenna Ushkowitz to okomentovala: „Je zvláštní mít takové druhy dotýkajících se okamžiků, kde můžete na obrazovce dostat skutečné emoce.

## Ohlasy
Epizodu sledovalo v den vysílání 7,29 milionů amerických diváků a získala smíšené reakce od kritiků. Elizabeth Holmes z The Wall Street Journal byla znepokojena, že se v epizodě neobjevila Sue Sylvester, ačkoliv je ráda, že se zápletka s těhotenstvím pomalu chýlí ke konci. Bobby Hankinson z Houston Chronicle by byl také rád, kdyby se zápletka s těhotenstvím pohnula k závěru a nazval epizodu jako zatím jednu z nejlepších epizod Glee a komentoval to: „Je stále jasnější, že epizody, kde se neodehrává chaotické dospělé drama jsou ty nejsilnější“. Liz Pardue ze Zap2it cítila absenci Lynch, ale chválila výkon Chrise Colfera jako Kurta. Mike Hale z New York Times napsal, že mu absence Sue nevadila. Dan Snierson z Entertainment Weekly poznamenal, že „Balada“ nebyla tak dobrá jako předešlá epizoda „Na vozíku“, ale celkově: „nabídla několik zajímavých a zábavných momentů, které současně postupují v jeden velký příběh“.